# Hitachi Construction Machinery
Hitachi Construction Machinery Co., Ltd. (日立建機株式会社) (TYO: 6305
) er en japansk producent af entreprenørmaskiner og andre maskiner. Det er et datterselskab til Hitachi Group.
Hitachi Construction Machinery Co., Ltd. blev etableret i 1970 og virksomheden producerede den første japansk producerede mekaniske gravemaskine.